# Charles McGavin
Charles McGavin (* 10. Januar 1874 in Riverton, Sangamon County, Illinois; † 17. Dezember 1940 in Chicago, Illinois) war ein US-amerikanischer Politiker. Von 1905 bis 1909 vertrat er den Bundesstaat Illinois im US-Repräsentantenhaus.

## Werdegang
Charles McGavin besuchte die öffentlichen Schulen in Springfield und die High School in Mount Olive. Nach einem anschließenden Jurastudium und seiner 1897 erfolgten Zulassung als Rechtsanwalt begann er in Springfield in diesem Beruf zu arbeiten. Im Jahr 1899 verlegte er seinen Wohnsitz und seine Anwaltskanzlei nach Chicago. Von 1903 bis 1904 war er dort stellvertretender städtischer Anwalt. Politisch wurde er Mitglied der Republikanischen Partei.
Bei den Kongresswahlen des Jahres 1904 wurde McGavin im achten Wahlbezirk von Illinois in das US-Repräsentantenhaus in Washington, D.C. gewählt, wo er am 4. März 1905 die Nachfolge des verstorbenen William F. Mahoney antrat. Nach einer Wiederwahl konnte er bis zum 3. März 1909 eine zweite Legislaturperiode im Kongress absolvieren. Im Jahr 1908 verzichtete er auf eine weitere Kandidatur.
Nach dem Ende seiner Zeit im US-Repräsentantenhaus arbeitete Charles McGavin wieder als Anwalt in Chicago. Von 1912 bis 1915 lebte er in Los Angeles (Kalifornien), wo er ebenfalls als Jurist praktizierte; danach kehrte er nach Chicago zurück. Im Juni 1920 war er Delegierter zur Republican National Convention in Chicago, auf der Warren G. Harding als Präsidentschaftskandidat nominiert wurde. Charles McGavin starb am 17. Dezember 1940 in Chicago.